# Pegomya yunnanensis
Pegomya yunnanensis este o specie de muște din genul Pegomya, familia Anthomyiidae, descrisă de Xue în anul 2001. Conform Catalogue of Life specia Pegomya yunnanensis nu are subspecii cunoscute.